# گارفیلد، ویکتوریا
گارفیلد (به انگلیسی: Garfield) یک شهرک در استرالیا است که در ویکتوریا (استرالیا) واقع شده‌است.